# Тетевен (община)
Община Тетевен (болг. Община Тетевен) — община в Болгарии. Входит в состав Ловечской области. Население составляет 24 661 человек (на 21.07.05 г.).
Площадь территории общины — 697 км² (16,86 % территории Ловечской области). Минимальная высота над уровнем моря — 340 м, максимальная — 2100 м, в центре общины — 415 м. Климат умеренно континентальный, со сравнительно мягкой зимой и прохладным летом. Административный центр общины — город Тетевен расположен на правом берегу реки Вит.
Кмет (мэр) общины — Милен Милев ((ЗНС)) по результатам выборов в правление общины 2011 года.

## Состав общины
В состав общины входят следующие населённые пункты:
1. Бабинци
2. Болгарски-Извор
3. Василёво
4. Галата
5. Глогово
6. Гложене
7. Голям-Извор
8. Градежница
9. Дивчовото
10. Малка-Желязна
11. Рибарица
12. Тетевен
13. Черни-Вит